# Kaplica ariańska w Silniczce
Kaplica ariańska w Silniczce – zabytkowy obiekt zlokalizowany w powiecie radomszczańskim, gminie Żytno w Polsce, w miejscowości Silniczka . Do zboru przynależał niegdyś cmentarz za wsią, służący do pochówku zmarłych .
Fundatorami obiektu była rodzina Majów herbu Starykoń, ówcześni właściciele Silniczki i sympatycy arianizmu . Miejscowość, a co za tym idzie sama kapliczka, zmieniała na przestrzeni lat swoich właścicieli, jednymi z nich była również rodzina Potockich herbu Pilawa .
Budynek przechodził w historii kilka remontów, jednakże źródła z 2020 roku określają go jako zaniedbany  .

## Historia
Kaplica została wzniesiona w pierwszej połowie XVII wieku, jest budynkiem dawnego zboru, będącego miejscem kultu religijnego arian, czyli wyznawców religijnej wspólnoty ukształtowanej w XVI wieku z kalwinizmu. Arianie wyróżniali się tym, że nie uznawali dogmatu Trójcy Świętej, co stało się charakterystycznym założeniem ich wyznania. W Polsce arianie byli także znani jako bracia polscy .
Kaplicę ufundowała rodzina Majów herbu Starykoń, ówczesnych właścicieli Silniczki oraz zwolenników arianizmu  . Po wprowadzeniu ustawy sejmowej z 1658 r., która nakazywała arianom konwersję na katolicyzm lub banicję, świątynia pozostała pusta do czasów powstania styczniowego w XIX wieku . 
W XX wieku wyremontowała ją rodzina Potockich z Maluszyna, która chciała w niej urządzić kaplicę katolicką, do czego ostatecznie nie doszło . 
W dniu 5 września 1939 r., w trakcie II wojny światowej, Niemcy zabili w Silniczce 6 Polaków, którzy narazili się najeźdźcom pochówkiem polskiego żołnierza, którego zwłoki leżały na poboczu drogi. Grób straconych po ekshumacji przeniesiono spod zboru na cmentarz w Maluszynie, a tuż obok kaplicy ariańskiej postawiono tablicę upamiętniającą   . 
Po II wojnie światowej kaplica została ponownie wyremontowana i przez długi czas pełniła publiczne funkcje (biblioteka, świetlica koła gospodyń wiejskich itp.) , dzięki staraniom lokalnych władz odtworzono na budowli nowy dach . 
Kaplica została wpisana do wojewódzkiego rejestru zabytków pod numerem 241 z 27 grudnia 1967 roku  i 496-I-51 z 9 września 1949 roku . 
W 1976 roku przeprowadzono remont kaplicy z wymianą tynków. 
W 2020 roku kapliczka była opuszczona i ulegała stopniowej degradacji. Z uwagi na zaniedbany charakter wnętrz kaplicy, utrudnione jest do niej wejście  .

## Architektura
Kaplica ariańska w Silniczce posiada bardzo prostą formę, została wymurowana z kamienia i usytuowana na planie kwadratu, posiada niską przybudówkę od strony zachodniej (ganek). Każdy narożnik budynku zwieńczony został skośną przyporą   . Cały obiekt swą architekturą nawiązuje do stylu renesansowego . 
Budynek pokrywa łamany i szeroki dach z blachodachówki. Do środka można wejść przez ganek z żelaznymi drzwiami ze sztabami w skośną kratę, przylegający do zachodniej ściany. Wejście prowadzi, do jedynej, podziemnej kondygnacji. Obiekt ma sklepienie kolebkowe   .
Źródła z 2021 roku podają, że kaplica jest otynkowana i pomalowana w kolorze białym .